# Mine de Kosaka
La mine de Kosaka (小坂鉱山, Kosaka Kozan) est l'une des plus grandes exploitations de cuivre, plomb et zinc du Japon. Elle se situe dans la région du Tōhoku au nord du pays dans la ville de Kosaka dans la préfecture d'Akita. La mine a des réserves estimées à 30 millions de tonnes de minerai composé de plomb à 2,84%, zinc à 8,48%, 1,1 million onces d'or et 177,3 million onces d'argent.

## Histoire
En 1816, l'exploitation des gisements d'or et d'argent commence sur l'initiative du clan Nanbu du domaine de Morioka sous le contrôle de la guilde des mineurs Fujita-gumi. Après la restauration de Meiji, en 1871, la mine est nationalisée, et en 1873, le conseiller étranger allemand Curt Netto est recruté par le gouvernement de Meiji et chargé de la modernisation de la mine. En 1884, la mine est privatisée et vendue à Fujita-gumi, qui deviendra plus tard la compagnie Dowa (en), l'un des plus grands producteurs de métaux non ferreux du Japon.
Après 1901, l'amélioration des technologies de fusion des métaux permet à la compagnie d'exploiter son grand gisement de « minerai noir » (un mélange de cuivre, zinc, et plomb). Afin d'attirer les travailleurs dans cette région reculée, la compagnie construit la plupart des infrastructures locales, comme des logements, un hôpital, un théâtre, ainsi qu'une voie ferrée pour connecter la ville à la ligne principale Ōu à Ōdate. En 1907, la mine est la plus grande productrice de cuivre du Japon. Néanmoins, les habitants locaux commencent à se plaindre dans les années 1910 et 1920 de l'augmentation de la pollution de l'air et de l'eau par la fonderie de la mine, un cas similaire à celui de la mine de cuivre d'Ashio.
L'exploitation est interrompue durant la Seconde Guerre mondiale en raison de l'épuisement progressif des minéraux. Une nouvelle veine est cependant découverte dans les années 1960 ce qui permet à la mine de reprendre l'exploitation jusqu'en 1990.

## Statut
Datant de l'ère Meiji, la bureau de direction de la mine de Kosaka et le théâtre Korakukan kabuki sont désignés Biens culturels importants en 2002. La mine elle-même n'est plus active et son site est maintenant occupé par l'une des plus grandes installations de traitement de déchets du secteur privé du Japon.